# Sever Voinescu
Sever Voinescu-Cotoi (n. 19 iunie 1969, Ploiești, România) este un diplomat și politician român, membru deputat de Prahova în legislatura 2008 - 2012 din partea Partidului Democrat Liberal.
Este licențiat în drept, 1992.
A activat ca avocat stagiar între 1992-1994 la Baroul Prahova, iar între 1994-1996 ca avocat definitiv la Baroul București.
Licențiat în drept al Universității București, in 1992 practica avocatura pana in 1996 (1992-1994 la Baroul Prahova, 1994-1996 Baroul București). Dupa ce ocupa temporar un post de asistent universitar la Catedra de Drept a ASE (1995-1997) devine consilier al Secretarului General al Guvernului (1997), Secretar General al Ministerului Afacerilor Externe (1998-2000, Consul General al Romaniei la Chicago, SUA (2000-2003). Din 2003, conduce programul de politica externa si relatii internationale la Institutul pentru Politici Publice, unul dintre cele mai prestigioase think-tankuri romanesti.
Membru al grupului adunat in jurul redactiei Dilema denumita mai apoi Dilema Veche (colaborator 1994-2008), Sever Voinescu este una din vocile aparte ale jurnalismului cultural romanesc. Dupa 2006, publica in Revista 22. 
După 2008 a intrat in Partidul Democrat Liberal (PDL), fiind ales deputat si, ulterior, secretar al Camerei Deputatilor.
Din 2016 este redactor-șef la Dilema Veche și respectiv realizator al emisiunii „Europa Christiana” la postul Trinitas TV.

## Viziuni politice
În calitate de comentator politic, Sever Voinescu susține politici conservatoare, criticând politicile de stânga și statul social din România.
Deseori descris ca făcând parte din grupul de intelectuali apropiați lui Traian Băsescu (din care mai fac parte, printre alții, și Mihail Neamțu, Teodor Baconschi, Adrian Papahagi, Cristian Preda), acesta s-a înscris în 2007 în PDL, ajungând deputat. Ca membru PDL, a susținut o reformă internă a partidului, pentru a îl plasa în dreapta conservatoare. A fost unul dintre cei mai mari susținători ai lui Traian Băsescu, în timpul mandatului său de președinte.
Voinescu este anticomunist, apărând sistemul capitalist din România. De asemenea, el se opune secularismului, precum și separării Bisericii Ortodoxe Române de stat, susținând modificarea Constituției în acest sens. Sever Voinescu se opune feminismului, dar declarând că nu este nici misogin. Acesta este de asemenea împotriva imigrării musulmanilor în Europa.
În timpul mandatului său de deputat, Voinescu acuza presa critică față de regimul Băsescu ca fiind controlată de partidele de opoziție. A fost implicat în mai multe controverse, cum ar fi faptul că s-ar fi folosit de poziția sa pentru a comite fraudă electorală.